# Fânațele seculare Ponoare
Fânațele seculare Ponoare alcătuiesc o arie protejată de interes național ce corespunde categoriei a IV IUCN (rezervație naturală de tip floristic), situată în județul Suceava, pe teritoriul administrativ al comunei Bosanci.

## Localizare
Aria naturală se află în apropierea municipiului Suceava, în partea central-estică a județului, lângă drumul european E85 (Suceava - Fălticeni), în teritoriul nord-vestic al satului Cumpărătura.

## Descriere
Rezervația naturală (inclusă în situl de importanță comunitară omonim)  a fost declarată arie protejată prin Legea Nr.5 din 6 martie 2000 (privind aprobarea Planului de amenajare a teritoriului național - Secțiunea a III-a - zone protejate).
Aceasta ocupă o suprafață de 24,50 hectare în zona dealului Strâmbu și reprezintă o fâneață naturală în nord-vestul satului Cumpărătura, în Podișul Sucevei.
Pe teritoriul ariei protejate se regăsesc trei tipuri de habitate naturale de interes comunitar (Pajiști cu Molinia caeruleae pe soluri calcaroase, turboase sau argiloase; Stepe ponto-sarmatice și Tufărișuri de foioase ponto-sarmatice), ce adăpostesc o gamă diversă de floră și faună protejată la nivel european .

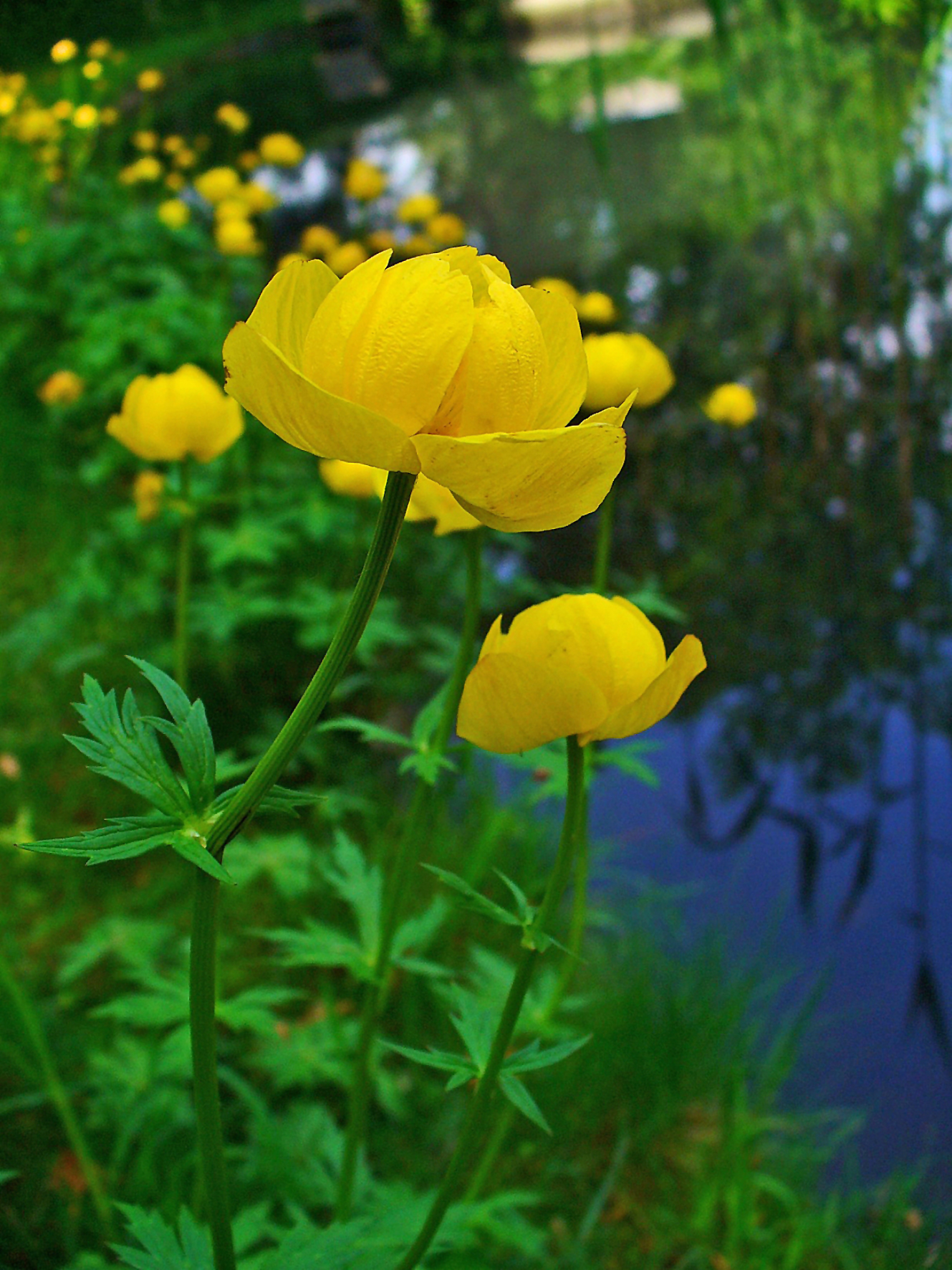
Trollius europaeus

Specii floristice (europene, eurasiatice, continentale, pontice, pontico-mediteraneene și pontico-submediteraneene) care vegetează în  rezervație: bulbuc de munte (Trollius europaeus), căpșunică (Cirisum decussatum), ciurul zânelor (Cirisum decussatum), rușcuță de primăvară (Adonis vernalis), bozățel (Veratrum album), stânjenel (Iris sibirica), stânjenel sălbatic de stepă (Iris aphylla ssp. hungarica), sisinei (cu specii de Pulsatilla grandis și Pulsatilla patens), clocoței (Clematis integrifolia) in sălbatic (Linum flavum), târtan (Crambe tatatica), capul-șarpelui (Echium russicum), șuvară (Molinia caerulea), curechi de munte (Ligularia sibirica), frăsinel (Dictamnus albus), trifoi (Trifolium pannonicum). 
Faună protejată (aflată pe lista roșie a IUCN) semnalată în arealul zonei naturale: căprioară (Capreolus capreolus), iepure de câmp (Lepus europaeus), cârtiță (Talpa europaea), gușter (Lacerta viridis), ivorașul-cu-burta-galbenă (Bombina variegata), brotacul-verde-de-copac (Hyla arborea), precum și Lethrus apterus, o insectă din ordinul Coleoptera ce aparține familiei Geotrupidae).

## Căi de acces
- Drumul național DN2 pe ruta: Fălticeni - Podeni - Bunești - Cumpărătura.

## Monumente și atracții turistice
În vecinătatea rezervației se află câteva obiective de interes istoric, cultural și turistic; astfel:

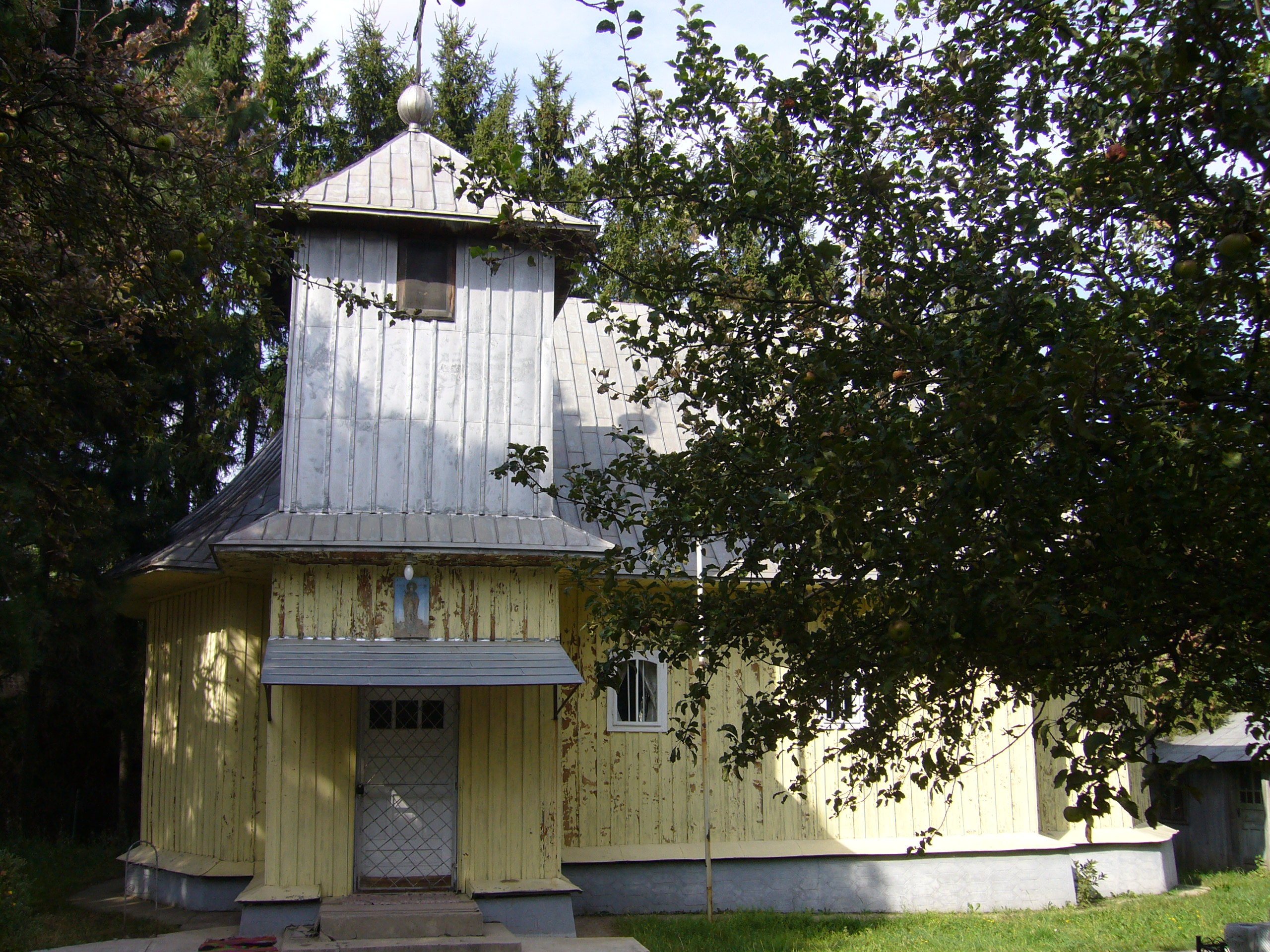
Biserica de lemn din Cumpărătura

- Biserica de lemn „Cuvioasa Parascheva” din Cumpărătura, construcție 1792, monument istoric.
- Biserica de zid „Sfântul Gheorghe” din Bosanci construită între anii 1902-1905.
- Mănăstirea Hagigadar de pe dealul din satul Bulai - lăcaș de cult armenesc cu hramul „Nașterea Maicii Domnului”, construcție 1512.
- Biserica de lemn „Sfinții Arhangheli Mihail și Gavriil” din Moara Nica, construcție 1774, monument istoric.
- Vama Veche din Bunești - clădire monument istoric, datând din 1800 [15]; astăzi aceasta găzduiește sediul Primăriei comunei Bunești.
- Aria protejată Fânațele seculare Frumoasa.
- Situl arheologic de la Bosanci (așezare datată în Neolitic și necropolă din sec. IV-III î.Hr.).